# Xenosoma tripunctata
Xenosoma tripunctata är en fjärilsart som beskrevs av Druce 1910?. Xenosoma tripunctata ingår i släktet Xenosoma och familjen björnspinnare. Inga underarter finns listade i Catalogue of Life.